# Kevin Nolan
Kevin Anthony Jance Nolan (Liverpool, Inglaterra, 24 de junio de 1982) es un exfutbolista y  segundo entrenador del West Ham United inglés[cita requerida]
Ha sido internacional con la selección nacional de fútbol de Inglaterra Sub-21. 

## Clubes

### Como jugador
| Club                        | País       | Año         |
| --------------------------- | ---------- | ----------- |
| Bolton Wanderers FC         | Inglaterra | 1999 - 2009 |
| Newcastle United FC         | Inglaterra | 2009 - 2011 |
| West Ham United FC          | Inglaterra | 2011 - 2015 |
| Leyton Orient Football Club | Inglaterra | 2016        |

### Como entrenador
| Club                        | País       | Año         |
| --------------------------- | ---------- | ----------- |
| Leyton Orient Football Club | Inglaterra | 2016        |
| Notts County Football Club  | Inglaterra | 2017 - 2018 |

## Palmarés

### Como jugador

#### Campeonatos nacionales
| Título                       | Club             | País       | Año  |
| ---------------------------- | ---------------- | ---------- | ---- |
| Football League Championship | Newcastle United | Inglaterra | 2010 |